# Харитонов, Пётр Яковлевич
Пётр Я́ковлевич Харито́нов (1794, Екатеринбург, Пермское наместничество — 1838) — российский купец и государственный деятель, городской голова Екатеринбурга в 1826—1829 годах. Зять и наследник Л. И. Расторгуева. Известен как владелец и строитель усадьбы Расторгуевых — Харитоновых и создатель Харитоновского сада в Екатеринбурге.

## Биография
Родился в 1794 году в Екатеринбурге в семье старовера Якова Васильевича Харитонова и Ирины Ивановны.
В мае 1816 года Пётр Яковлевич женился на М. Л. Расторгуевой, дочери известного уральского заводчика и предпринимателя Л. И. Расторгуева. Пётр Яковлевич был старообрядцем, что помогло ему добиться руки Марии Львовны, поскольку Лев Иванович выдавал своих дочерей замуж только за старообрядцев. В 1822 году Расторгуев назначил Харитонова управляющим Кыштымскими заводами.
После смерти Расторгуева и раздела имущества между его наследницами в 1823 году Харитонов стал фактическим владельцем части Кыштымских заводов и усадьбы Расторгуевых в Екатеринбурге, располагавшейся на Вознесенской горке и считавшейся самой видной в городе. В 1824 году Пётр Яковлевич принимал в усадьбе Александра I, бывшего с визитом в Екатеринбурге. После нескольких судежных тяжб, начатых ещё тестем, Харитонову удалось расширить земельный участок, что позволило разбить рядом с жилыми постройками живописный сад в английском стиле, получивший впоследствии его имя и быстро ставший одной из достопримечательностей города.

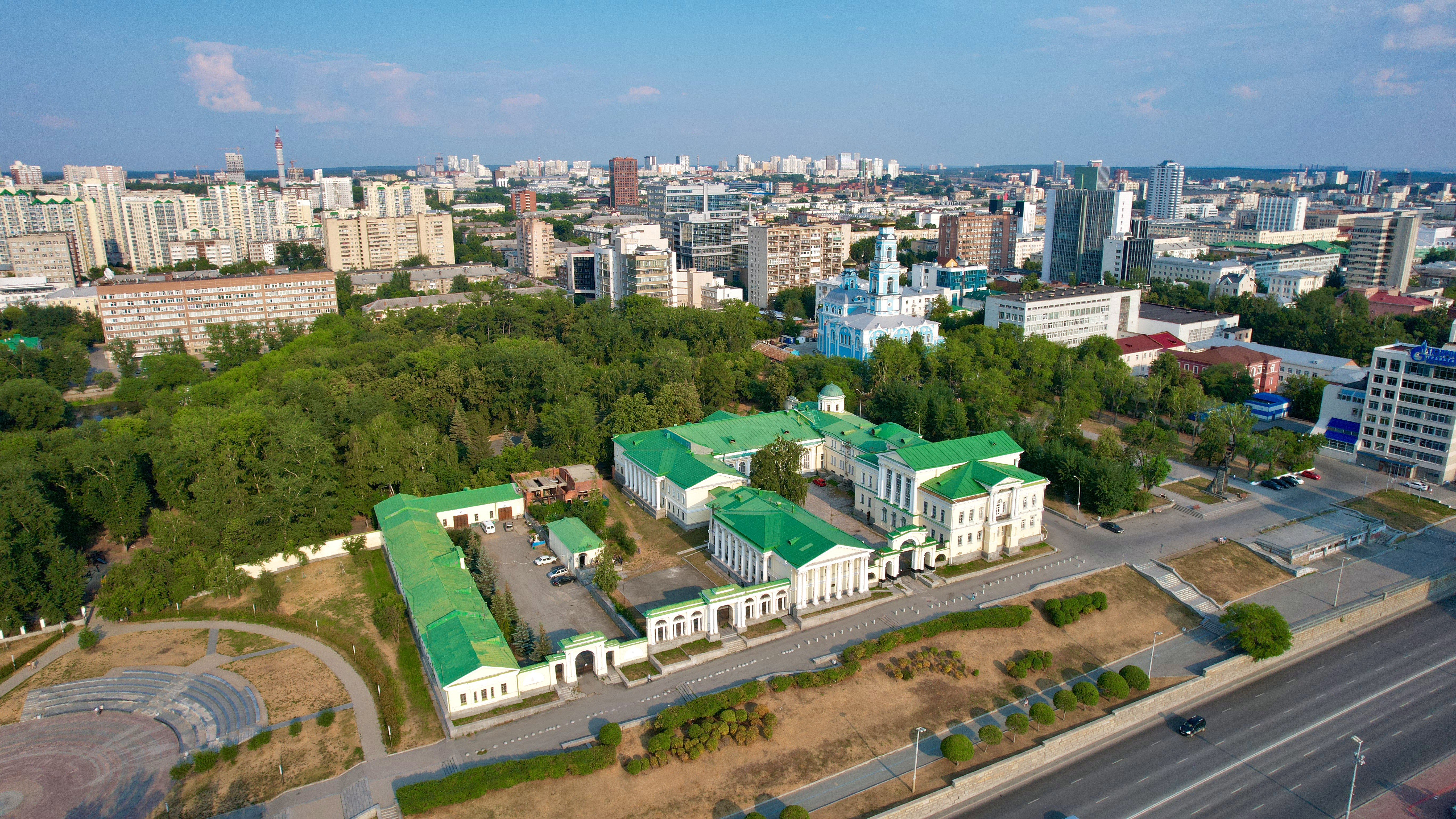
Современный вид на усадьбу и Харитоновский сад

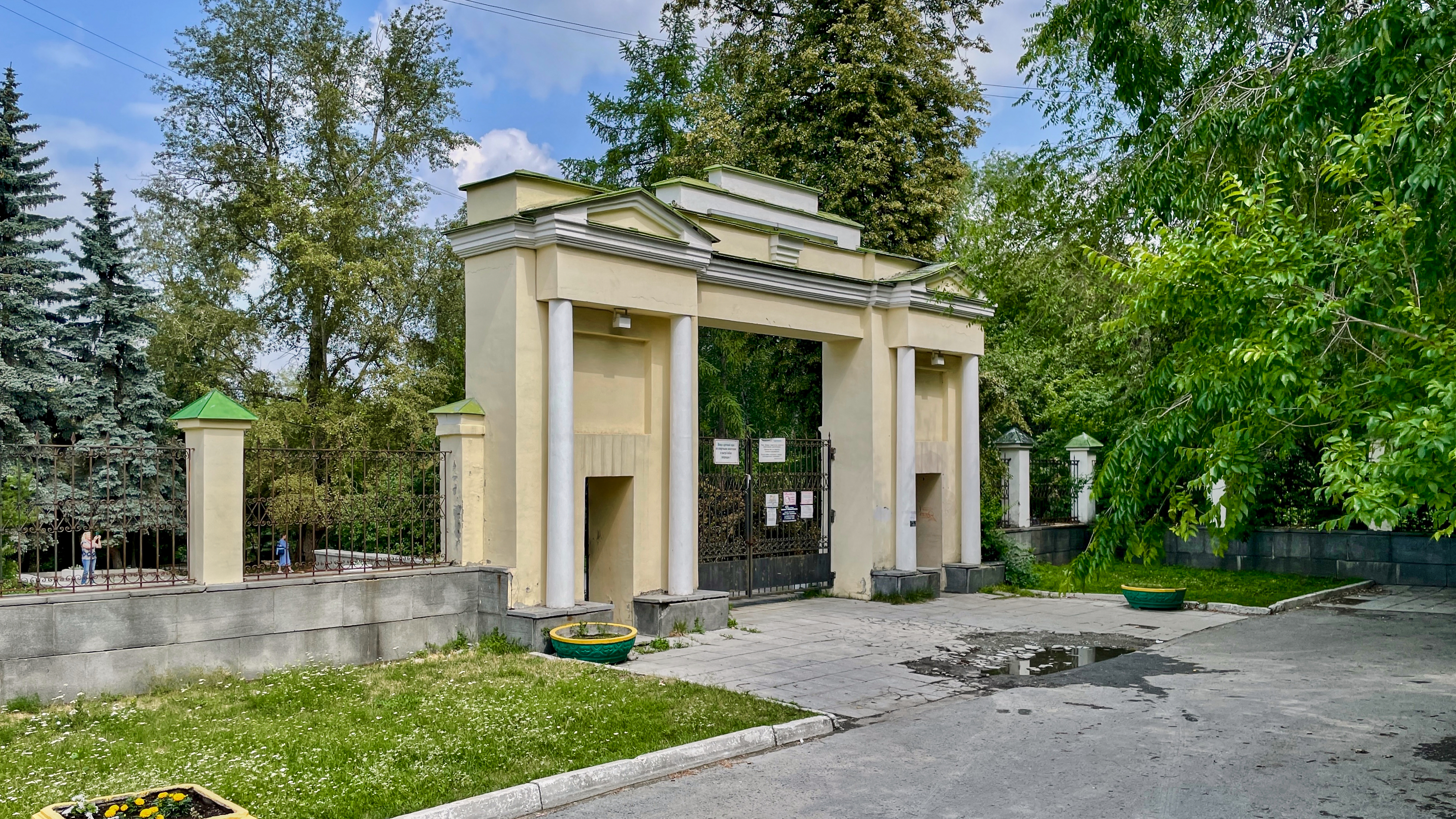
Юго-западный вход в сад

В 1826 году Пётр Яковлевич при поддержке Я. М. Рязанова (жене которого приходился племянником) был избран городским головой Екатеринбурга. Сразу же после вступления в должность Пётр Яковлевич оказался фигурантом громкого судебного разбирательства, связанного с воровством на золотых приисках наследниц Расторгуева. В ходе расследований выяснилось, что Г. Ф. Зотов, свёкор младшей дочери Расторгуева Екатерины, управлявший Кыштымским горным округом по доверенности, жестоко обращался с рабочими и даже отдавал приказы об уничтожении двух активистов, участвовавших в волнениях. Также были подтверждены многочисленные случаи дачи взяток со стороны пермского поверенного Харитонова на общую сумму в 61 920 рублей. Барон А. Г. Строганов, назначенный Николаем I расследовать обстоятельства дела, отдал указания арестовать и опечатать имущество Харитонова и Зотова, а также их поверенных в Перми и Екатеринбурге. Отдельный акцент в расследовании был сделан на поддержку старообрядцев со стороны заводовладельцев. Несмотря на широкий общественный резонанс разбирательств, Харитонов продолжал занимать пост головы Екатеринбурга до завершения выборного срока в 1829 году.
По приговору суда Харитонов и Зотов были отправлены в ссылку. Описание судьбы Петра Яковлевича после этого разнится в источниках. По одним данным, в 1836 или в 1837 году ссылку он отбывал ссылку в Кексгольме, где и скончался. По другим сведениям, отбыв срок ссылки на Соловках, последние годы он провёл в Санкт-Петербурге.
Скончался Пётр Яковлевич в 1838 году.

## Семья
От брака с М. Л. Расторгуевой имел двух дочерей Александру (1827—?) и Ольгу (1831—1902). Внук — В. Г. Дружинин.

## Память
Имя Харитонова сохранилось в названиях Харитоновского сада и усадьбы Расторгуевых — Харитоновых. До 1919 года Харитоновской называлась современная улица Шевченко в Екатеринбурге.